# L'Héritage (cycle littéraire)
Pour les articles homonymes, voir L'Héritage.
Le Cycle de l'Héritage (titre original : Inheritance Cycle) est un cycle de fantasy écrit par Christopher Paolini. L'auteur écrivit le premier tome alors qu'il était seulement âgé de quinze ans et il fut publié alors qu'il en avait dix-neuf.
Initialement, une trilogie était prévue, mais l'auteur a décidé d'en faire plutôt une tétralogie. Le Cycle de l'Héritage est désormais traduit dans plus de cinquante langues et a été vendu à plus de 40 millions d'exemplaires dans le monde. Christopher Paolini aurait également laissé supposer qu'un cinquième tome pourrait voir le jour. En 2018, l'univers s'est vu augmenté d'un recueil de nouvelles, La Fourchette, la Sorcière et le Dragon, initiant les Légendes d'Alagaësia, et en 2023 d'un autre livre, Murtagh, tous deux étant liés au cycle, mais n'en faisant pas partie[réf. nécessaire].

## Thème
L'action se situe en Alagaësia, un monde imaginaire peuplé d'hommes, de nains, d'elfes, d'Urgals, de dragons et de Dragonniers, d'Ombres ou encore de Ra'zacs. Chaque peuple a sa langue propre, ses rites, sa culture et sa religion, sauf les humains qui utilisent le même alphabet que les nains. Cependant, chaque peuple voit sa décadence de plus en plus proche, depuis le massacre de la caste des dragonniers par le roi Galbatorix et ses sbires, les Treize Parjures (dragonniers déchus), et tous nourrissent l'espoir que quelqu'un mette un terme au règne sans fin du roi.
Le cycle raconte les péripéties d'un jeune homme, Eragon, âgé de 15 ans, et de sa dragonne Saphira. Ils combattront les forces maléfiques du dictateur, ancien dragonnier et puissant magicien Galbatorix d'abord grâce à Brom, un mystérieux conteur avec qui ils voyagent au début du premier tome et qui commencera à le former, puis en s'alliant aux Vardens, la résistance menée par Ajihad, un chef charismatique et juste. 
Dans le deuxième tome, Eragon prête allégeance à Nasuada après le décès de son père Ajihad, lors de la terrible bataille contre les Urgals, au cœur de Farthen Dûr et de Tronjheim, la ville des Nains, dans les Montagnes des Beors. Il part ensuite chez les elfes en compagnie d'Arya pour parfaire sa formation auprès d'Oromis, un dragonnier, ainsi que son dragon doré, Glaedr. Arya était l'elfe chargée de l'œuf de Saphira depuis près de vingt ans, ambassadrice des elfes, et Eragon nourrit de forts sentiments pour elle durant toute la saga.
Il devra ensuite combattre un nouveau dragonnier mystérieux au dragon rouge lors d'une bataille mémorable entre les Vardens et l'Empire qui a lieu dans les Plaines Brûlantes. Ce nouveau dragonnier, qui n'est autre que Murthag, emporte Zar'roc (l'épée du dragonnier Parjure Morzan que Brom avait offerte à Eragon) et fait à ce dernier une révélation terrifiante : on apprend la signification du titre de la tétralogie, L'Héritage. Ce nouvel ennemi part et laisse Eragon dans son désarroi face à ces révélations. Les Vardens gagnent entretemps la bataille et Eragon promet à Roran, son cousin, de délivrer Katrina, la fiancée de Roran, qui est prisonnière des Ra'zacs. 
Au début du troisième tome, ils viennent enfin à bout des Ra'zacs et délivrent Katrina, non sans difficultés. Après une discussion avec Nasuada, Eragon part chez les nains pour assister à l'élection de leur nouveau Roi, tandis que Saphira reste avec les Vardens pour dissimuler son absence (elle le rejoindra cependant plus tard pour tenir sa promesse de restaurer l'Étoile de Saphir détruite pendant la bataille de Farthen Dûr). De retour chez les Elfes, Eragon apprend ses véritables origines et découvre les secrets des Eldunarí, cœur des cœurs des dragons, qui augmentent la puissance de Galbatorix. Avec l'aide de l'elfe forgeronne Rhunön, il se forge une nouvelle épée de Dragonnier, qu'il nomme Brisingr. Oromis et Glaedr, leurs maîtres chez les elfes et membres de la caste des dragonniers, quittent quant à eux leurs retraite pour assister les Elfes qui marchent sur Gil'ead. Pendant ce temps, Eragon et Saphira rejoignent les Vardens et prennent la cité de Feinster pour ensuite faire campagne vers Urû'baen, capitale de l’Empire de Galbatorix…

## Éditions
Quatre tomes sont parus à ce jour en français, aux éditions Bayard Jeunesse : 
- Eragon : à la couverture bleue saphir, paru en grand format le 21 octobre 2004  (ISBN 978-2-7470-1440-3) et en poche le 15 novembre 2006  (ISBN 978-2-7470-2106-7).
- L'Aîné : à la couverture rouge rubis, paru en grand format le 23 février 2006  (ISBN 978-2-7470-1455-7) et en poche le 4 mars 2010  (ISBN 978-2-7470-2119-7).
- Brisingr : à la couverture noire et or, paru en grand format le 12 mars 2009  (ISBN 978-2-7470-1456-4) et en poche le 24 mars 2011  (ISBN 978-2-7470-2961-2).
- L'Héritage : à la couverture vert émeraude, paru en grand format le 20 avril 2012  (ISBN 978-2-7470-2855-4) et en poche le 6 mars 2014  (ISBN 978-2-7470-2121-0).

Un tome 5 est également prévu.
Le premier tome d'un second cycle, Légendes d'Alagaësia, est paru en 2018.
Un autre livre, Murtagh, est paru en 2023. Il s'agit de la suite directe de l'Héritage, se déroulant un an après les évènements de ce livre. 

## Cinéma
Une adaptation au cinéma du premier tome Eragon est sortie le 20 décembre 2006.